# لوک رابرتز
لوک رابرتز (ایتالیایی: Luke Roberts؛ زادهٔ ۲۵ ژانویهٔ ۱۹۷۷) دوچرخه‌سوار اهل استرالیا است.
وی در مسابقات کشوری و بین‌المللی در مجموع برندهٔ ۱ مدال طلا شده‌است.